# Iracema Trevisan
Iracema Trevisán (Poços de Caldas, Brasil, 28 de agosto de 1981), más conocida como Ira, es una bajista brasileña.

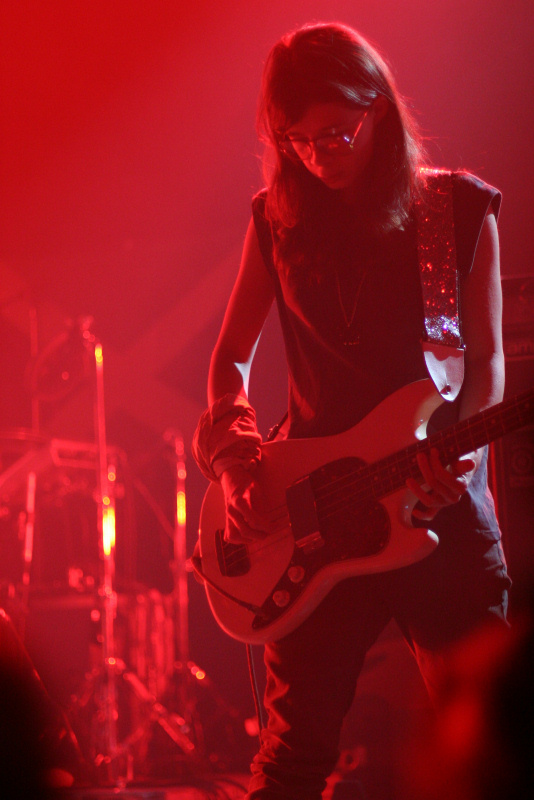
Ira en un recital.

Se hizo muy conocida en la banda de rock Cansei de Ser Sexy —de la que es una de las responsables de su creación—, que abandonó en abril de 2008.
Dejó la banda porque consideró que se había vuelto algo muy serio.
Desde entonces reunió amigos y conocidos para divertirse haciendo música.
Estudió moda y trabaja con el estilista Alexandre Herchcovitch como asistente de estilo.
- Datos: Q2226232
- Multimedia: Iracema Trevisan / Q2226232